# Windsor, Illinois
Windsor är en ort i Shelby County i Illinois, USA.